# ستيوارت يونغ (سياسي)
ستيوارت ريتشارد يونغ (مواليد 9 فبراير 1975) هو محامٍ وسياسي ترينيدادي وهو رئيس الوزراء الثامن الحالي لترينيداد وتوباغو بين مارس ومايو 2025. وقد شغل منصب عضو في البرلمان في مجلس النواب عن بورت أوف سبين الشمالية / سانت آنز ويست منذ عام 2015.
كان وزيرًا للطاقة وصناعات الطاقة ووزيرًا في مكتب رئيس الوزراء. في 6 يناير 2025، أُعلن أن يونغ سيكون المرشح المفترض لخلافة رئيس وزراء ترينيداد وتوباغو في أغسطس 2025 عندما ينوي رئيس الوزراء كيث رولي الاستقالة من السياسة التمثيلية. شغل يونغ سابقًا مناصب وزير الأمن الوطني ووزير في وزارة النائب العام والشؤون القانونية ووزير الاتصالات. عُيّن يونغ مستشارًا أول في 20 يونيو 2024.
قاد يونغ حزبه في الانتخابات العامة لعام 2025، والتي خسرها أمام كاملا برساد بيسار من المؤتمر الوطني المتحد.

## الحياة المبكرة والتعليم
وُلِد يونغ في شارع هنري، بورت أوف سبين، في 9 فبراير 1975 لريتشارد بيتر يونغ، وهو مصرفي، وبريسيلا حسين، وهي ممرضة. وهو من أصل صيني وشرق هندي؛ والده من أصل صيني ووالدته من أصل مسلم هندي من لال بيهاري تريس في بينال ديبي. كان الأكبر بين ثلاثة أطفال. التحق بكلية سانت ماري في بورت أوف سبين، حيث كان صبيًا مذبحًا رئيسيًا. فكر في أن يصبح كاهنًا أو محاسبًا ولكنه قرر في النهاية دراسة القانون في جامعة نوتنغهام في إنجلترا. أثناء وجوده في المدرسة، شارك في السباحة التنافسية وركوب الدراجات والجري، بالإضافة إلى كونه عضوًا في كشافة ترينيداد وتوباغو البحرية. تم استدعاؤه إلى نقابة المحامين في إنجلترا وويلز كمحامٍ مبتدئ في جرايز إن في يوليو 1997. في العام التالي، حصل على شهادة تعليم قانوني من كلية هيو وودينج للقانون، وتم قبوله في نقابة المحامين في ترينيداد وتوباغو. كما تم قبوله في نقابتي المحامين في كومنولث دومينيكا وأنتيغوا وبربودا.
ظهر يونغ كمستشار في لجان تحقيق مختلفة، بما في ذلك لجنة تحقيق بياركو، ولجنة التحقيق في قطاع البناء ولجنة التحقيق في اتحاد الائتمان الهندوسي وشركة CL المالية. خدم في اللجنة التشريعية لغرفة التجارة الأمريكية، كعضو مجلس إدارة في FUNDAID، وكعضو مجلس في جمعية القانون في ترينيداد وتوباغو. وهو رئيس وعضو مؤسس في شركة Synergy Entertainment Network Limited وشركة WI Sports Limited.